# 2-й Грайвороновский проезд
2-й Гра́йвороновский проезд — проезд в Рязанском районе и районе Текстильщики Юго-Восточного административного округа Москвы.

## Происхождение названия
Проезд возник в 1929 году как просёлочная дорога, проходящая вдоль железнодорожной линии Перово — Бойня и территории вновь основанного Московского фитингового завода (впоследствии известный как Машиностроительный завод «Молния»), и соединявшая деревню Грайвороново с Рязанским шоссе проходящим северо-восточнее. Первоначально дорога носила название улица Новый Посёлок.
Современное название проезд носит с 8 июля 1955 года, названный так по старому названию главной улицы в бывшем подмосковном селе Грайвороново, которая, в свою очередь, была переименована в Грайвороновскую улицу.

## Описание
Проезд начинается у Грайвороновской улицы, проходит над подъездными путями к товарной станции Старопролетарская и заканчивается у Рязанского проспекта. Справа примыкают Проектируемые проезды №57 и №2282.

## Транспорт

### Автобусы
334  Кузьминки — Платформа Чухлинка
725 Кузьминский парк — Волжский бульвар, 16

### Метрополитен
В конце проезда находится станция «Стахановская» Некрасовской линии метрополитена.